# Andrescava weyrauchi
Andrescava weyrauchi is een hooiwagen uit de familie Agoristenidae. De wetenschappelijke naam van Andrescava weyrauchi gaat terug op Roewer.